# Paul Ash
Paul Ash (Duitsland, 11 februari 1891 - New York, 13 juli 1958) was een Amerikaanse pianist, violist, bigband-leider en componist. Hij had verschillende hits in de jaren twintig van de twintigste eeuw en had veel vrouwelijke fans. Hij werd wel de The Rajah of Jazz genoemd.

## Biografie
Ash, zoon van een Duitse immigrant, groeide op in Milwaukee. Voor de Eerste Wereldoorlog was hij als violist actief in vaudeville-gezelschappen, ook had hij rond 1910 een eerste eigen groep. Na zijn diensttijd tijdens de oorlog werkte hij een tijd in San Francisco onder andere met Paul Whiteman. Hierna vertrok hij naar Springfield (Illinois), waar hij vanaf het begin van de jaren twintig een dansorkest leidde dat uitgroeide tot een van de populairste in Chicago en omstreken. Vanaf het eind van de jaren twintig leidde hij een semi-symfonisch orkest in grote theaters: het Oriental Theatre in Chicago en Paramount Theatre in New York. Ash werd uiteindelijk musical director bij Paramount. In 1936 ontbond hij zijn orkest om tot 1945 leiding te geven aan de houseband van Roxy Theater in New York. In 1952 ging hij met pensioen.

## Plaatopnames
In 1924 maakte hij met zijn band voor het eerst plaatopnames, zijn laatste opnames dateren van 1933. In 1926 werden verschillende opnames uitgebracht onder de namen  Denza Dance Band en Raymond Dance Band. Zijn opnames zijn uitgekomen op de platenlabels Columbia, Brunswick en Variety.

## Personeel
Bij Ash hebben verschillende beroemde musici en vocalisten gewerkt: de musici Benny Goodman, Glenn Miller, Red Norvo, Danny Polo en Tony Parenti en de zangeressen Helen Kane (een inspratiebron voor de figuur van Betty Boop) en Martha Raye.

## Composities
Ash heeft met teksten (mede) bijgedragen aan verschillende nummers, zoals "Beedle-Um-Bo", "It's A Happy Old World After All", "Just Once Again", "When I'm In Your Arms", "You're the One For Me", "You're Wonderful" en "(I've Grown So Lonely) Thinking of You". Enkele van deze nummers hebben de muziek van Walter Donaldson.

## Discografie
- Hot Dance Music of the Roaring 1920's, Vintage Music Productions, 2008